# Гречишкино
Гречишкино (укр. Гречишкине) — село, относится к Новоайдарскому району Луганской области Украины.
С 26 февраля 2022 года посёлок находится под контролем Луганской Народной Республики.

Население по переписи 2001 года составляло 1549 человек. Почтовый индекс — 93533. Телефонный код — 6445. Занимает площадь 5,211 км². Код КОАТУУ — 4423181201.

## История
Точная дата основания села не известна. Предположительно середина XVIII века. Село возникло как хутор Гречишкин однодворческой слободы Трехизбянская (сегодня село Трехизбенка Славяносербского района Луганской области). Первое известное упоминание о хуторе Гречишкин — это записки о путешествии академика Гильденштедта. Проезжая по этим местам 31.08.1774 года, он отметил: 

В этом лесу лежат два хутора, принадлежащие к слободе Трехизбянской;...другой верстах в 10-ти на север, состоит хат из 8 и называется хутором Гречишкиным
Население хутора, исходя из количества дворов и позднейших данных, было примерно 70—90 человек. Заметим — что в самой Трехизбенке было около 80 дворов. Также стоит заметить, что и историческая связь Гречишкино и Трехизбенки до революции 1917 года прослеживалась достаточно сильно.

## Братские могилы
В 1955 и 1956 года произведены перезахоронения в братские могилы останков воинов Красной армии, в большинстве своем умерших от ран в 1943 году в 322 Отдельном медсанбате 259 стрелковой дивизии. Одна братская могила находится на старом кладбище села, вторая - в центре села. Медсанбат располагался в Гречишкино летом 1943 года. Вокруг братской могилы в центре села установлены плиты с именами жителей села, защищавших Родину в ВОВ и погибших на ней.

## Местный совет
93533, Луганская обл., Новоайдарский р-н, с. Гречишкино, ул. Советская, 1